# Левчук, Елена Михайловна
Елена Михайловна Левчук (30 октября 1971) — советская и российская футболистка.
В 1989 году поступила в Красноярский педагогический университет на факультет физического воспитания, увидела объявление о том, что идет набор девушек в секцию по футболу.
С того же года выступает за команду «Сибирячка» (Красноярск). В победном финале Кубка СССР отбила три послематчевых пенальти.
С 2002 по 2019 года играла за команду Сибирского банка Сбербанка.

## Достижения
- Бронзовый призёр чемпионата России: 1995
- Обладатель Кубка СССР: 1991
- Участник турнира «2 Lyon’ne Cup среди клубов Coupe du Centenaire — 1993» (Кубок к 100-летию с образования ФК «Лион» (Франция))